# Vladimír Kořínek (dělník)

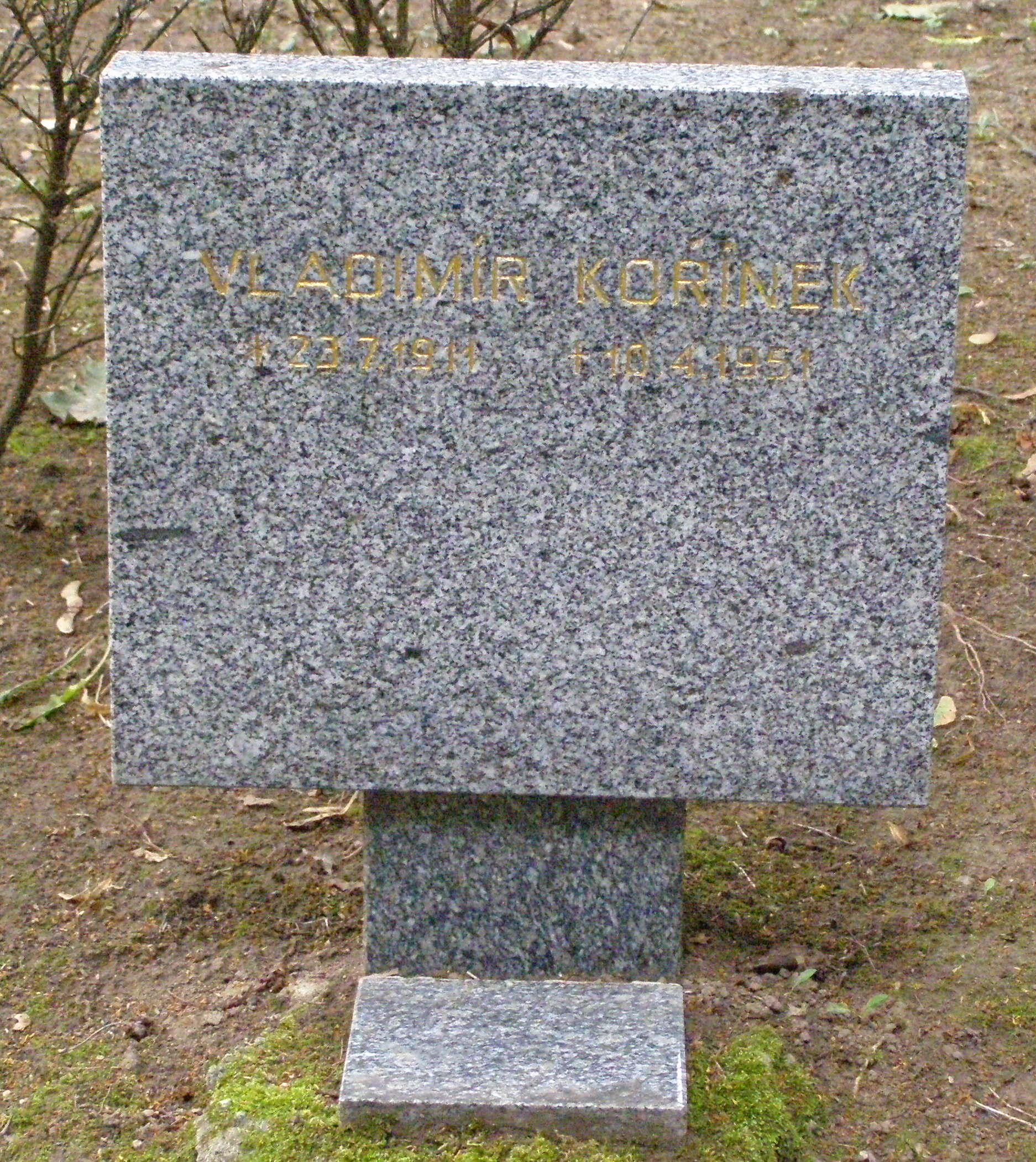
Symbolický hrob na Čestném pohřebišti popravených a umučených z padesátých let (III. odboj) na Ďáblickém hřbitově v Praze

Vladimír Kořínek (23. července 1911 Žleby – 10. dubna 1951 Věznice Pankrác) byl český dělník a předseda MNV odsouzený v politickém procesu komunistickým režimem k trestu smrti a v roce 1951 popraven.

## Životopis
Narodil se v roce 1911 ve Žlebech. V obci působil jako předseda Místního národního výboru a politickým smýšleným byl přesvědčený komunista.
V roce 1950 došlo v obci a jejím okolí k působení protirežimních skupin. V obci a jejím okolí docházelo k rozšiřování protirežimních letáků, zastrašování místních funkcionářů KSČ, provádění sabotáží a nakonec dvěma střelbám na místního komunistického funkcionáře, přičemž ten po té v červenci 1950 zemřel. Během provedených sabotáží v obci došlo k zapálení Kořínkova statku a na jeho dveře byl také vyvěšen nejméně jeden výhružný leták. Kořínek se navíc sám podílel na akcích, jež měly za cíl odboj potlačit a pachatele dopadnout. Po smrti postřeleného funkcionáře byla za účelem dopadení pachatelů nasazena i armáda a Státní bezpečnost se rozhodla dopadnout pachatele za každou cenu; i kdyby si jej měla vymyslet.

### Zatčení a poprava
Poté byl však v srpnu 1950 zatčen a vzat do vazby také Vladimír Kořínek. Státní bezpečnost se jej totiž rozhodla postavit do čela smyšlené protikomunistické odbojové skupiny jako zástupce záškodníka ve vlastních řadách; tou dobou v Československu totiž začínala vlna stranických čistek po vzoru Sovětského svazu, která nakonec vyvrcholila procesem se Slánským. Ve vazbě byl poté Kořínek několik měsíců krutě mučen. Přestože se téměř půl roku i přes kruté mučení všem obviněním zarputile bránil, byl nakonec stejně donucen ke zcela smyšleným přiznáním. Podle tehdejšího oficiálního vyšetřování měl vraždu funkcionáře zosnovat on, neboť s ním měl mít dlouhodobé spory o moc. Za trestné činy velezrady a návod a pomoc k vraždě byl v politickém procesu zvaném Tomáš Kořínek a spol. v březnu 1951 odsouzen k trestu smrti. Popraven byl spolu se svým bratrem Tomášem a s Bohumilem Krulišem v dubnu 1951. V procesu byly navíc k dlouholetým trestům odnětí svobody odsouzeny další tři desítky osob. Rehabilitován byl v roce 1968. Pohřben byl do hromadného hrobu na Ďáblickém hřbitově.